# You Are The World!
『You Are The World!』（ユー アー ザ ワールド）は、田村ゆかりのミニアルバム。2023年12月27日にCana ariaから発売、株式会社テイチクエンタテインメントから販売された。

## 概要
田村ゆかりの5作目のミニアルバム。2か月連続リリースの第2弾で、RAM RIDERが全楽曲を手掛ける。

## 収録曲
全曲、作詞作曲：RAM RIDER。
1. 恋をした
編曲：artpaix、RAM RIDER
2. 2つの言葉
編曲：FILTER SYSTEM、RAM RIDER、artpaix
3. You Are The World!
編曲：artpaix、RAM RIDER
4. 期待しないで
編曲：RAM RIDER、FILTER SYSTEM